# Kanurennsport-Weltmeisterschaften 2002
Die 32. Kanurennsport-Weltmeisterschaften fanden vom 28. August bis 1. September 2002 in Sevilla (Spanien) statt.
An vier Wettkampftagen wurden Medaillen in 27 Disziplinen des Kanurennsports vergeben: Einer-Kajak (K1), Zweier-Kajak (K2) und Vierer-Kajak (K4) der Frauen und der Männer sowie Einer-Canadier (C1), Zweier-Canadier (C2) und Vierer-Canadier (C4) der Männer, jeweils über 200, 500 und 1000 Meter.

## Ergebnisse

### Männer

#### Canadier
| Event      | Gold                                                                     | Zeit         | Silber                                                                            | Zeit         | Bronze                                                                                             | Zeit         |
| ---------- | ------------------------------------------------------------------------ | ------------ | --------------------------------------------------------------------------------- | ------------ | -------------------------------------------------------------------------------------------------- | ------------ |
| C-1 200 m  | Russland Maxim Opalew                                                    | 39,257 s     | Polen Andrzej Jezierski                                                           | 39,843 s     | Deutschland Christian Gille                                                                        | 40,176 s     |
| C-1 500 m  | Russland Maxim Opalew                                                    | 1:50,596 min | Ungarn György Kolonics                                                            | 1:51,636 min | Deutschland Andreas Dittmer                                                                        | 1:51,843 min |
| C-1 1000 m | Deutschland Andreas Dittmer                                              | 3:49,031 min | Russland Maxim Opalew                                                             | 3:49,644 min | Kanada Steve Giles                                                                                 | 3:50,737 min |
| C-2 200 m  | Kuba Ibrahim Rojas Ledis Balceiro                                        | 37,027 s     | Tschechien Petr Fuksa Petr Netušil                                                | 37,100 s     | Rumänien Mihail Vartolemei Ionel Averian                                                           | 37,240 s     |
| C-2 500 m  | Kuba Ibrahim Rojas Ledis Balceiro                                        | 1:43,467 min | Rumänien Florin Popescu Silviu Simioncencu                                        | 1:43,960 min | Russland Sergei Ulegin Alexander Kostoglod                                                         | 1:44,280 min |
| C-2 1000 m | Polen Marcin Kobierski Michał Śliwiński                                  | 3:32,456 min | Kuba Ibrahim Rojas Ledis Balceiro                                                 | 3:33,676 min | Kanada Richard Dalton Mike Scarola                                                                 | 3:33,969 min |
| C-4 200 m  | Russland Maxim Opalew Roman Krugljakow Sergei Ulegin Alexander Kostoglod | 33,650 s     | Tschechien Petr Fuksa Jan Břečka Petr Procházka Karel Kožíšek                     | 33,964 s     | Rumänien Mihail Vartolemei Ionel Averian Mitică Pricop Petra Condrat                               | 34,237 s     |
| C-4 500 m  | Rumänien Mihail Vartolemei Ionel Averian Mitică Pricop Florin Popescu    | 1:34,758 min | Russland Konstantin Fomitschow Alexander Artemida Roman Krugljakow Andrei Kabanow | 1:35,231 min | Polen Daniel Jędraszko Adam Ginter Michał Śliwiński Marcin Grzybowski                              | 1:35,338 min |
| C-4 1000 m | Polen Andrzej Jezierski Adam Ginter Michał Gajownik Roman Rynkiewicz     | 3:17,794 min | Kanada Dimitri Joukovski Maxim Boilard Tamas Buday Attila Buday                   | 3:18,127 min | Belarus Aljaksandr Schukouski Aljaksandr Kurljandtschyk Aljaksandr Bahdanowitsch Sjamjon Sapanenka | 3:18,421 min |

#### Kajak
| Event      | Gold | Zeit         | Silber                                                                            | Zeit         | Bronze                                                             | Zeit         |
| ---------- | --- | ------------ | --------------------------------------------------------------------------------- | ------------ | ------------------------------------------------------------------ | ------------ |
| K-1 200 m  | Deutschland Ronald Rauhe | 35,134 s     | Usbekistan Anton Rjachow                                                          | 35,414 s     | Litauen Roman Petrukanecas                                         | 35,660 s     |
| K-1 500 m  | Australien Nathan Baggaley | 1:39,901 min | Bulgarien Petar Merkow                                                            | 1:40,207 min | Usbekistan Anton Rjachow                                           | 1:40,560 min |
| K-1 1000 m | Norwegen Eirik Verås Larsen | 3:27,586 min | Argentinien Javier Correa                                                         | 3:28,273 min | Polen Adam Seroczyński                                             | 3:28,400 min |
| K-2 200 m  | Litauen Alvydas Duonėla Egidijus Balčiūnas                                                                                          | 32,401 s     | Polen Marek Twardowski Adam Wysocki                                               | 32,554 s     | Deutschland Ronald Rauhe Tim Wieskötter                            | 32,781 s     |
| K-2 500 m  | Deutschland Ronald Rauhe Tim Wieskötter                                                                                             | 1:31,915 min | Polen Adam Wysocki Marek Twardowski                                               | 1:32,468 min | Ungarn Zoltán Kammerer Botond Storcz                               | 1:32,795 min |
| K-2 1000 m | Schweden Markus Oscarsson Henrik Nilsson                                                                                            | 3:12,625 min | Norwegen Eirik Verås Larsen Nils Olav Fjeldheim                                   | 3:13,691 min | Ungarn Ákos Vereckei Krisztián Veréb                               | 3:14,438 min |
| K-4 200 m  | Slowakei Martin Chorváth Rastislav Kužel Ladislav Belovič Juraj Lipták Spanien Manuel Muñoz Jaime Acuña Aike González Oier Aizpurua | 30,154 s     | —                                                                                 |              | Ungarn Vince Fehérvári Róbert Hegedűs Gábor Horváth István Beé     | 30,374 s     |
| K-4 500 m  | Slowakei Richard Riszdorfer Michal Riszdorfer Erik Vlček Juraj Bača                                                                 | 1:22,892 min | Belarus Raman Petruschenka Aljaksej Skurkowski Aljaksej Abalmassau Wadsim Machneu | 1:23,219 min | Spanien Manuel Muñoz Jaime Acuña Aike González Oier Aizpurua       | 1:23,659 min |
| K-4 1000 m | Slowakei Richard Riszdorfer Michal Riszdorfer Erik Vlček Juraj Bača                                                                 | 2:52,837 min | Deutschland Mark Zabel Björn Bach Stefan Ulm Andreas Ihle                         | 2:52,910 min | Bulgarien Petar Merkow Milko Kasanow Iwan Christow Jordan Jordanow | 2:53,990 min |

### Frauen

#### Kajak
| Event      | Gold                                                                    | Zeit         | Silber                                                                   | Zeit         | Bronze                                                                   | Zeit         |
| ---------- | ----------------------------------------------------------------------- | ------------ | ------------------------------------------------------------------------ | ------------ | ------------------------------------------------------------------------ | ------------ |
| K-1 200 m  | Spanien Teresa Portelo                                                  | 40,693 s     | Kanada Caroline Brunet                                                   | 41,426 s     | Polen Elżbieta Urbańczyk                                                 | 41,713 s     |
| K-1 500 m  | Ungarn Katalin Kovács                                                   | 1:52,116 min | Kanada Caroline Brunet                                                   | 1:52,483 min | Italien Josefa Idem                                                      | 1:53,069 min |
| K-1 1000 m | Ungarn Katalin Kovács                                                   | 3:53,340 min | Deutschland Katrin Wagner                                                | 3:53,920 min | Italien Josefa Idem                                                      | 3:54,770 min |
| K-2 200 m  | Spanien Izaskun Aramburu Sonia Molanes                                  | 37,670 s     | Polen Aneta Pastuszka Joanna Skowroń                                     | 37,830 s     | Bulgarien Bonka Pindschewa Deljana Datschewa                             | 37,897 s     |
| K-2 500 m  | Ungarn Szilvia Szabó Kinga Bóta                                         | 1:43,607 min | Deutschland Katrin Wagner Manuela Mucke                                  | 1:44,693 min | Spanien Sonia Molanes Beatriz Manchón                                    | 1:45,253 min |
| K-2 1000 m | Ungarn Szilvia Szabó Kinga Bóta                                         | 3:37,259 min | Deutschland Nadine Opgen-Rhein Manuela Mucke                             | 3:38,572 min | Israel Adi Gafni Larissa Peissachowitsch                                 | 3:42,165 min |
| K-4 200 m  | Ungarn Natasa Janics Szilvia Szabó Erzsébet Viski Tímea Paksy           | 34,480 s     | Spanien Teresa Portela Sonia Molanes Beatriz Manchón María Isabel García | 34,647 s     | Deutschland Katrin Wagner Anett Schuck Manuela Mucke Maike Nollen        | 35,854 s     |
| K-4 500 m  | Ungarn Katalin Kovács Szilvia Szabó Kinga Bóta Erzsébet Viski           | 1:35,724 min | Deutschland Katrin Wagner Anett Schuck Manuela Mucke Maike Nollen        | 1:37,171 min | Spanien Teresa Portela Sonia Molanes Beatriz Manchón María Isabel García | 1:37,331 min |
| K-4 1000 m | Polen Aneta Pastuszka Joanna Skowroń Karolina Sadalska Aneta Białkowska | 3:17,007 min | Volksrepublik China Zhong Hongyan Fan Lina Gao Li Xu Linbei              | 3:17,194 min | Ungarn Tímea Paksy Katalin Móni Alexandra Keresztesi Erzsébet Viski      | 3:18,487 min |

## Medaillenspiegel
| Rang   | Nation              | Gold | Silber | Bronze | Gesamt |
| ------ | ------------------- | ---- | ------ | ------ | ------ |
| 1      | Ungarn              | 6    | 1      | 4      | 11     |
| 2      | Deutschland         | 3    | 5      | 4      | 12     |
| 3      | Polen               | 3    | 4      | 3      | 10     |
| 4      | Russland            | 3    | 2      | 1      | 6      |
| 5      | Slowakei            | 3    | —      | —      | 3      |
| 6      | Spanien             | 2    | 2      | 3      | 7      |
| 7      | Kuba                | 2    | 1      | —      | 3      |
| 8      | Rumänien            | 1    | 1      | 2      | 4      |
| 9      | Norwegen            | 1    | 1      | —      | 2      |
| 10     | Litauen             | 1    | —      | 1      | 2      |
| 11     | Australien          | 1    | —      | —      | 1      |
| 11     | Schweden            | 1    | —      | —      | 1      |
| 13     | Kanada              | —    | 3      | 2      | 5      |
| 14     | Tschechien          | —    | 2      | —      | 2      |
| 15     | Bulgarien           | —    | 1      | 2      | 3      |
| 16     | Usbekistan          | —    | 1      | 1      | 2      |
| 16     | Belarus             | —    | 1      | 1      | 2      |
| 18     | Argentinien         | —    | 1      | —      | 1      |
| 18     | Ukraine             | —    | 1      | —      | 1      |
| 18     | Volksrepublik China | —    | 1      | —      | 1      |
| 21     | Italien             | —    | —      | 2      | 2      |
| 22     | Israel              | —    | —      | 1      | 1      |
| Gesamt | Gesamt              | 27   | 27     | 27     | 81     |